# 西二镇
西二镇，是中华人民共和国云南省红河哈尼族彝族自治州弥勒市下辖的一个乡镇级行政单位。

## 行政区划
西二镇下辖以下地区：
西龙村、茂卜村、额衣村、路龙村、四道水村、糯租村、大冲村、西洱村、海泊村、芦柴冲村、补蚌村和矣维村。